# Птань (посёлок)
Птань — посёлок в Куркинском районе Тульской области России.
В рамках административно-территориального устройства относится к Крестовской волости Куркинского района, в рамках организации местного самоуправления включается в Михайловское сельское поселение.

## География
Расположен в 17 км к западу от райцентра, посёлка городского типа  Куркино, и в 98 км к юго-востоку от областного центра, г. Тулы. 

## Население
| 2002 | 2010 |
| ---- | ---- |
| 243  | ↘183 |